# 矢沢久雄
矢沢 久雄（やざわ ひさお、1961年5月5日 - ）は、株式会社ヤザワ代表取締役。電脳ライター友の会会長兼事務局長、グレープシティ株式会社アドバイザリースタッフ。
電気回路からプログラミング言語に至るまで、多くの著書を出している他、日経BPの矢沢久雄のソフトウエア芸人の部屋、SEplusのIT業界転職事情など多くの連載を持っている。

## 主な著書
- 『独習 電気/電子工学』（翔泳社）
- 『コンピュータはなぜ動くのか』（日経BP）
- 『プログラムはなぜ動くのか』（日経BP）
- 『新人SEのための「基本情報技術者」入門』（翔泳社）
- 『C言語で学ぶプログラミングの基礎の基礎』（ナツメ社）
- 『標準C#入門』（ソフトバンク クリエイティブ）